# Shiretoko-Halbinsel
Die Shiretoko-Halbinsel (jap. 知床半島, Shiretoko-hantō) liegt im östlichsten Teil der japanischen Insel Hokkaidō und ragt in das Ochotskische Meer hinein. Die Gegend ist sehr abgelegen und zu großen Teilen nur zu Fuß oder mit dem Boot zu erreichen.
Der Name Shiretoko ist aus der Ainu-Sprache abgeleitet: sir-etok (シㇼエトㇰ) bedeutet „vorstehendes Land“, d. h. Kap.

## Geografie
Vom Kap Shiretoko an der Spitze der Halbinsel zieht sich eine Reihe von Vulkanen die Halbinsel entlang, unter ihnen Shiretoko-dake (知床岳; 1254 m), Shiretoko-iōzan (知床硫黄山, dt. Shiretoko-Schwefelberg; 1562 m), Rausu-dake (羅臼岳; 1660 m), Onnebetsu-dake (遠音別岳; 1331 m) und Unabetsu-dake (海別岳; 1419 m).
In dem Vulkangebiet gibt es mehrere berühmte Onsen, so Seseki-Onsen und Iwaobetsu-Onsen. Die Vielzahl der Thermalquellen macht das Gebiet zu einem beliebten Tourismusziel.

## Flora und Fauna
Auf der Halbinsel sind zahlreiche Arten von Laub- und Nadelbäumen beheimatet, so die Eichenart Quercus crispula (Mizunara). Füchse, Braunbären, japanische Hirsche, die Hokkaido-Eule sowie Seelöwen sind einige der hier anzutreffenden Tierarten. Die Shiretoko-Halbinsel ist eines der wichtigsten Überwinterungsquartiere des Riesenseeadlers (Haliaeetus pelagicus), zeitweise sammeln sich mehr als 2000 Tiere, was etwa einem Drittel des Gesamtbestandes entspricht.
Um die sonst in Japan selten gewordenen Wildtiere und die Naturschönheit zu schützen, wurde 1964 ein großer Teil der Halbinsel zum Shiretoko-Nationalpark erklärt. Seitdem ist es ein Naturschutzgebiet, das Betreten großer Teile der Halbinsel ist verboten.
Am 17. Juli 2005 wurde die Halbinsel von der UNESCO zum Weltnaturerbe erklärt.